# Атгазене
Атгазене (латыш. Atgāzene) — микрорайон в Земгальском предместье города Риги. Находится между железнодорожной линией Рига-Елгава и Виенибас гатве. В районе есть одноимённая станция.

## Описание
Топоним происходит от находившегося здесь в XVII веке одноимённого поместья. Усадьба принадлежала старейшине Большой гильдии Готхарду фон Фегезаку (Gotthard von Vegesack), от фамилии которого образовалось современное название района. Поместье располагалось на расстоянии около 4 километров от центра Риги вдоль старинного Елгавского тракта.
Формирование уличной сети происходило преимущественно на рубеже XIX—XX столетий. Планы 1884 года фиксируют лишь отдельные улицы, тогда как к 1924 году сложилась основная транспортная схема района. Территория ограничена крупными коммуникациями: с одной стороны — железной дорогой на Елгаву (построена в 1868 году), с другой — Елгавским шоссе, получившим этот статус в 1860-е годы.
В 1930-е годы в рамках общегородской кампании многие исторические названия с компонентом «поместье» подверглись переименованию или сокращению.
Большинство улиц начала XX века сохранили исторические наименования. Карля Улманя гатве, замыкающая район с севера, появилась в 1981 году. Улица Аболу проходит по административной границе Риги и Марупского края, где действует двойная система адресации.
В 1897 году доктор Макс Шенфельд основал на территории бывшего поместья специализированную клинику нервных болезней и санаторий «Атгазене». Учреждение стало одним из первых подобных медицинских центров в Пардаугаве, располагало 60 койко-местами и считалось современным для своего времени. В 1920—1930-е годы деятельность продолжали родственники основателя. После Второй мировой войны в зданиях (современный адрес — улица Виенибас, 87/89) размещалось реабилитационное отделение госпиталя Балтийского военного округа.
В 1934 году по проекту архитектора А. Гринберга построено школьное здание по адресу улица Атгазенес, 26. До 1945 года здесь функционировала 45-я латышская основная школа. Здание признано памятником культуры местного значения. В настоящее время в нём располагаются Рижская эстонская средняя школа, Латвийское эстонское общество и филиал Рижской английской гимназии.
В западной части района действует высшая бизнес-школа «Turība».